# Estreito de Balabac

O estreito de Balabac é um estreito no mar da China Meridional, que separa as ilhas de Balabac (província de Palawan), nas Filipinas, das ilhas a norte de Bornéu que fazem parte da Malásia.